# Le Bouchon-sur-Saulx
Bouchon-sur-Saulx – miejscowość i gmina we Francji, w regionie Grand Est, w departamencie Moza.
Według danych na rok 1990 gminę zamieszkiwało 245 osób, a gęstość zaludnienia wynosiła 45 osób/km² (wśród 2335 gmin Lotaryngii Bouchon-sur-Saulx plasuje się na 802. miejscu pod względem liczby ludności, natomiast pod względem powierzchni na miejscu 971.).